# Komisariat Straży Granicznej „Goszczyno”
Komisariat Straży Granicznej „Goszczyno” – jednostka organizacyjna Straży Granicznej pełniąca służbę ochronną na granicy państwowej w latach 1928–1939.

## Formowanie i zmiany organizacyjne
W drugiej połowie 1927 przystąpiono do gruntownej reorganizacji Straży Celnej. W praktyce skutkowało to rozwiązaniem tej formacji granicznej.
Rozporządzeniem Prezydenta Rzeczypospolitej Polskiej Ignacego Mościckiego z 22 marca 1928 roku, do ochrony północnej, zachodniej i południowej granicy państwa, a w szczególności do ich ochrony celnej, powoływano z dniem 2 kwietnia 1928 roku  Straż Graniczną.
Rozkazem nr 2 z 19 kwietnia 1928 roku w sprawach organizacji Pomorskiego Inspektoratu Okręgowego dowódca Straży Granicznej gen. bryg. Stefan Pasławski przydzielił komisariat „Krokowa” do Inspektoratu Granicznego nr 5 „Gdynia” i określił jego strukturę organizacyjną.
Już 29 kwietnia 1929 dowódca Straży Granicznej płk Jan Jur-Gorzechowski rozkazem nr 1  w sprawie zmian w organizacji Pomorskiego Inspektoratu Okręgowego zmieniał częściowo organizację komisariatu.
Rozkazem nr 12 z 10 stycznia 1930 roku  w sprawie reorganizacji Pomorskiego Inspektoratu Okręgowego komendant Straży Granicznej płk Jan Jur-Gorzechowski ustalił nową organizację i dyslokację komisariatu.
Rozkazem nr 3 z 29 listopada 1933 roku w sprawach organizacyjnych', komendant Straży Granicznej płk Jan Jur-Gorzechowski przeniósł placówkę I linii „Karwińskie Błota” do Karwi.
Rozkazem nr 2 z 30 listopada 1937 roku w sprawach [...] przeniesienia siedzib i likwidacji jednostek, komendant Straży Granicznej płk Jan Gorzechowski utworzył posterunki wywiadowcze SG „Nadole” i „Święcino”.
Rozkazem nr 12 z 14 lipca 1939 roku w sprawie reorganizacji placówek II linii i posterunków wywiadowczych oraz obsady personalnej, komendant Straży Granicznej gen. bryg. Walerian Czuma zniósł posterunki SG „Nadole”  i „Świecino”.

## Służba graniczna
Kierownik Pomorskiego Inspektoratu Okręgowego Straży Granicznej mjr Józef Zończyk w rozkazie organizacyjnym nr 2 z 8 czerwca 1928 roku udokładnił linie rozgraniczenia komisariatu. Granica północna: Karwińskie Błota; granica południowa: kamień graniczny nr 91.
Sąsiednie komisariaty
- komisariat Straży Granicznej „Miruszyno” ⇔ komisariat Straży Granicznej „Wejherowo” − 1928

## Funkcjonariusze komisariatu
| Kierownicy/komendanci komisariatu | Kierownicy/komendanci komisariatu | Kierownicy/komendanci komisariatu | Kierownicy/komendanci komisariatu |
| stopień                           | imię i nazwisko                   | okres pełnienia służby            | kolejne stanowisko                |
| --------------------------------- | --------------------------------- | --------------------------------- | --------------------------------- |
| komisarz                          | Karol Kowalski                    | 5 I 1934 – 14 IV 1934             | zwolniony ze SG                   |
| aspirant                          | Jerzy Jędryczek                   | 24 III 1939 –                     |                                   |
| Zastępcy komendanta komisariatu   |                                   |                                   |                                   |
| przodownik                        | Aleksander Ciężak                 | 1 V 1939 –                        |                                   |

## Struktura organizacyjna
Organizacja komisariatu w maju 1928:
- komenda − Krokowa
- placówka Straży Granicznej I linii „Widowo”
- placówka Straży Granicznej I linii „Żarnowiec”
- placówka Straży Granicznej I linii „Lubocino”
- placówka Straży Granicznej II linii „Krokowa”

Organizacja komisariatu w kwietniu 1929:
- komenda − Krokowa
- placówka Straży Granicznej I linii „Rozewie”
- placówka Straży Granicznej I linii „Ostrowo”
- placówka Straży Granicznej I linii „Żarnowiec”
- placówka Straży Granicznej I linii „Lubocino”
- placówka Straży Granicznej I linii „Krokowa”
- wartownia Straży Granicznej II linii „Dębki”

Organizacja komisariatu w styczniu 1930:
- komenda − Goszczyno
- placówka Straży Granicznej I linii „Karwińskie Błota” → w 1933 przeniesiona do Karwi
- placówka Straży Granicznej I linii „Dębki”
- placówka Straży Granicznej I linii „Żarnowiec”
- placówka Straży Granicznej I linii „Lubocino”
- placówka Straży Granicznej II linii „Goszczyno”

Organizacja komisariatu w 1936:
- komenda − Goszczyno
- placówka Straży Granicznej II linii Goszczyno
- placówka Straży Granicznej I linii Karwia
- placówka Straży Granicznej I linii Dębki
- placówka Straży Granicznej I linii Żarnowiec
- placówka Straży Granicznej I linii Lubocino